# غول‌پیکری جزیره‌ای

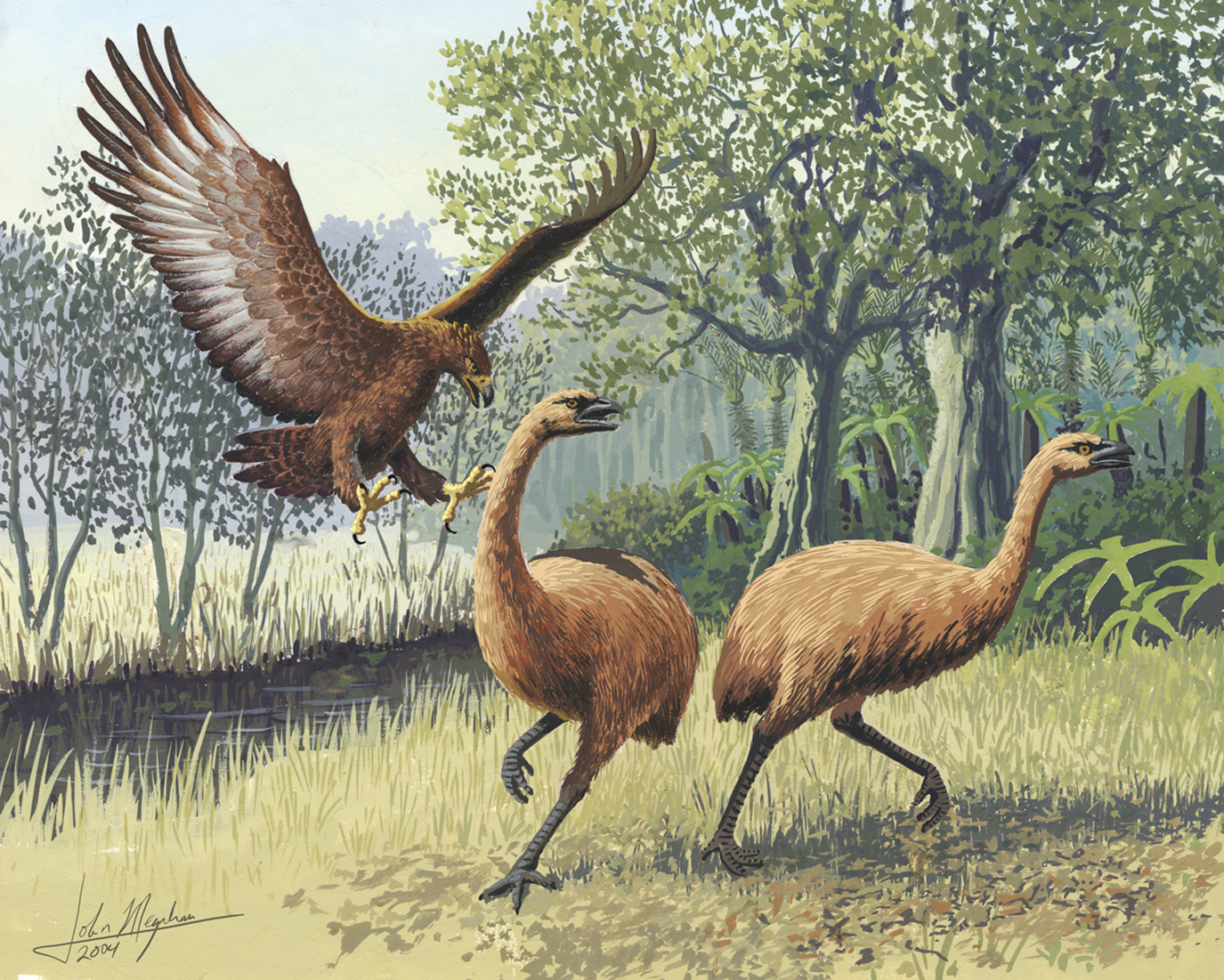
عقاب هاست و موآ، دو پرندهٔ ساکن نیوزیلند که اکنون هر دو منقرض هستند.

غول‌پیکری جزیره‌ای (به انگلیسی: Island gigantism)، به پدیده‌ای زیستی گفته می‌شود که در آن جثه جانداری که در یک جزیره منزوی شده است، به نسبت خویشاوندان ساکن خشکی اصلی بسیار بزرگتر می‌شوند.
بزرگ شدن جثه یکی از جنبه‌های قاعدهٔ کلی‌تر «قانون جزیره» است، که بیان می‌کند هنگامی که جانوران ساکن خشکی اصلی ساکن جزیره‌ها می‌شوند، برخی از گونه‌ها با سرعت بسیار زیادی (در مقیاس‌های فرگشتی) دارای جثه بزرگتر می‌شوند، و برخی گونه‌ها، بر عکس به سرعت کوچکتر می‌شوند. با ورود انسان‌ها به این جزایر و به موازات آن، آوردن گونه‌های مهاجمی چون سگ، گربه، موش صحرایی، و خوک، جانوران بزرگ‌جثه بسیاری از این جزیره‌ها منقرض شده‌اند.

## نمونه
نمونه‌هایی از جانوران ساکن جزیره با جثه بزرگ:

### پستانداران

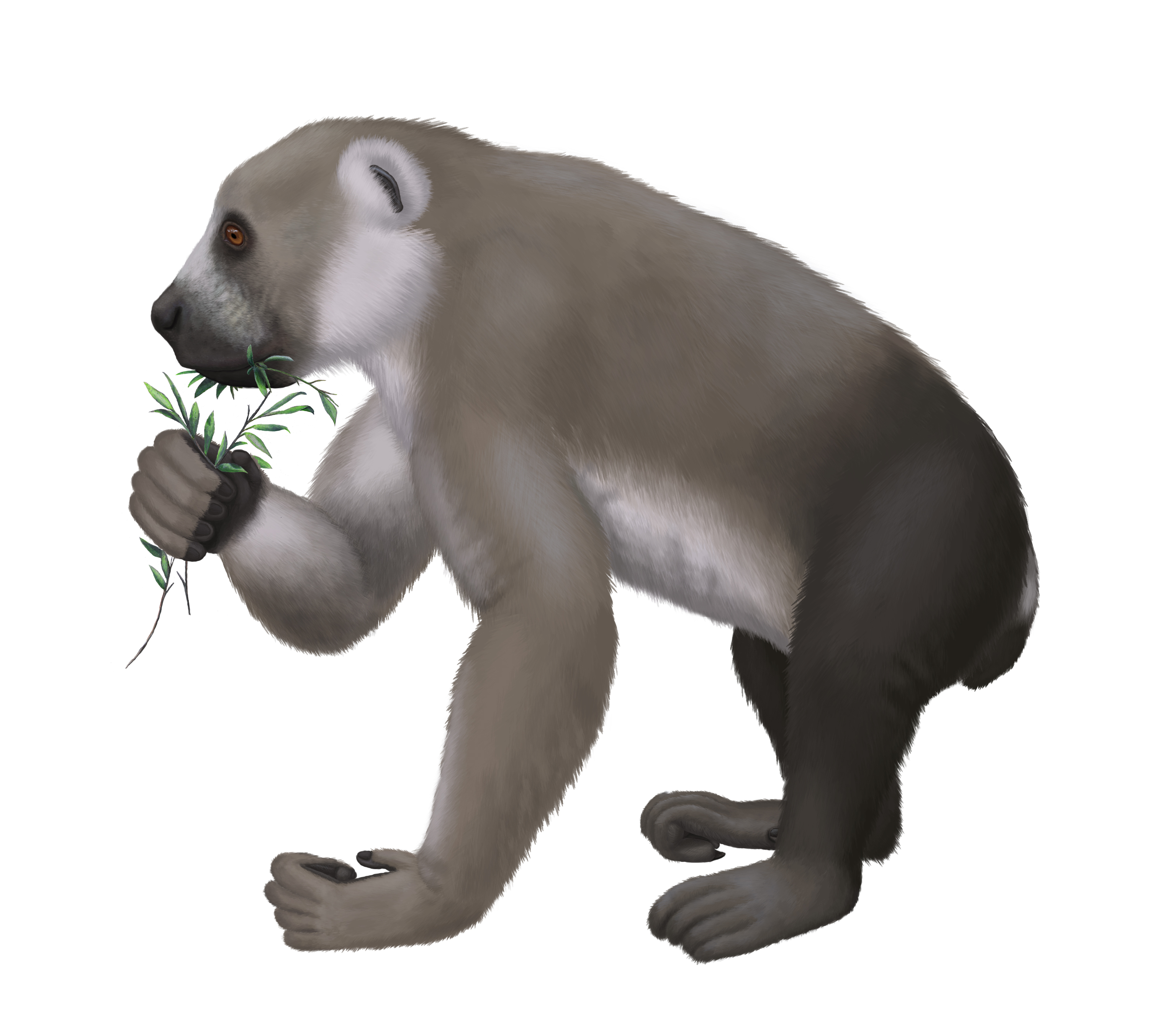
باستان‌ایندری، گونه‌ای منقرض از لمور تنبل که با اندازه‌ای برابر یک گوریل در ماداگاسکار زندگی می‌کرد.

بسیاری جوندگان اندازهٔ بزرگتری در جزیره پیدا می‌کنند، در حالی که گوشت‌خواران، فیل‌سانان، و جفت‌سم‌سانان اغلب کوچکتر می‌شوند.
- حشره‌خوارسانان
  - † حشره‌خوار بزرگ کورسیکا - Asoriculus corsicanus، کورسیکا (منقرض)
  - † حشره‌خوار بالئاری - Nesiotites hidalgo، مایورکا و مینورکا (منقرض)
  - شکاف‌دندان
    - † شکاف‌دندان بزرگ - Solenodon arredondoi، کوبا (منقرض)
    - شکاف‌دندان کوبایی - Solenodon cubanus، کوبا
    - شکاف‌دندان هیسپانیولایی - Solenodon paradoxus، هیسپانیولا
- خارپشت‌سانان
  - † Deinogalerix - گارگانو (جزیره پیشاتاریخی) (منقرض)
- جوندگان
  - موش صحرایی بزرگ فلورس
  - † موش صحرایی بزرگ تنریف - Canariomys bravoi؛ تنریف، جزایر قناری (منقرض)
  - † موش صحرایی بزرگ گران کاناریا - Canariomys tamarani؛ گران کاناریا، جزایر قناری (منقرض)
  - † هوتیای بزرگ از وست ایندیز (منقرض)
  - † موش زمستان‌خواب بزرگ مایرکایی - Hypnomys morpheus، مایورکا (منقرض)
  - † موش زمستان‌خواب بزرگ منرکایی - Hypnomys mahonensis، مینورکا (منقرض)
  - موش زمستان‌خواب باغ دم‌سیاه فرمنترا، بازماندگان موش‌های زمستان‌خوابی که توسط انسان‌های دوران نوسنگی به منطقه معرفی شدند.
  - موش سنت کیلدا، بازمانده موش چوب که توسط انسان‌ها معرفی شد.
- خرگوش‌سانان
  - † خرگوش‌سان بزرگ مینورکا (منقرض)
  - † چندین پیش‌خرگوش متفاوت از مدیترانه، از جمله پیکای ساردنیایی منقرض و P. imperialis از جزیره گارگانو
- نخستی‌سانان
  - † لمورهای بزرگ‌جثهٔ باستان‌ایندری‌ها، Palaeopropithecus و لمورهای کوآلایی از ماداگاسکار (همگی منقرض)
- گوشت‌خوارسانان
  - † شنگ بزرگ ساردینیایی - Megalenhydris barbaricina (منقرض)

### پرندگان
- بی‌تیغه‌ها

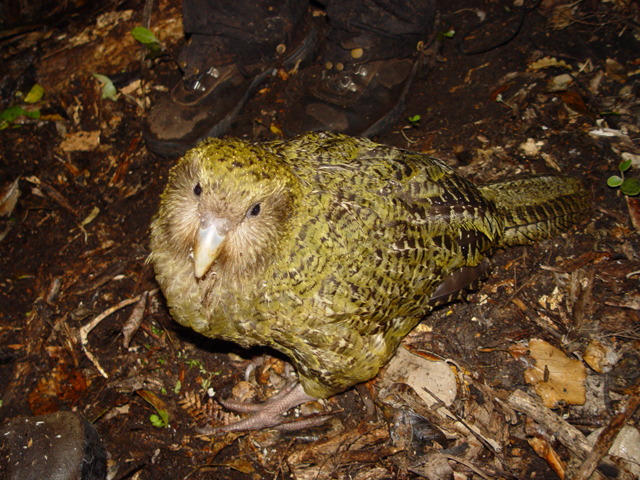
کاکاپو از نیوزیلند سنگین‌وزن‌ترین و تنها طوطی بدون توانایی پرواز است.

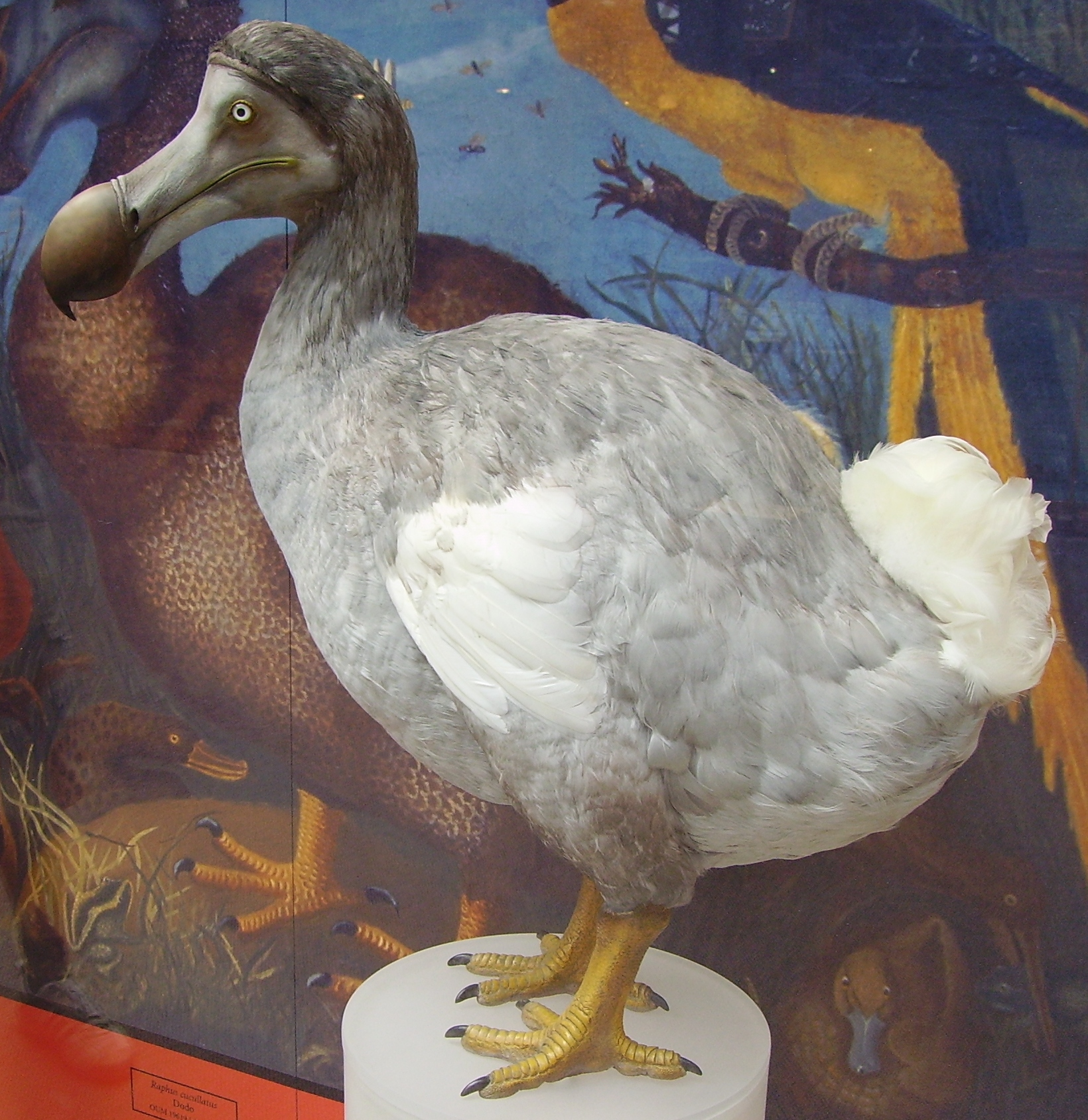
دودو، کبوتری ناپر و منقرض از موریس.

  - مرغ فیلی، از جمله بزرگترین پرندگان بر روی زمین که در گذشته در ماداگاسکار زندگی می‌کرد (منقرض).
  - موآی منقرض از نیوزیلند.
- آبزی‌ها
  - موآ-نالوها، اردک‌هایی بزرگ از هاوائی.
  - قوی بزرگ، گونه‌ای قو که در سیسیل–مالت زندگی می‌کرد.
- خشکی‌زی‌ها
  - سیلویورنیس، پرنده‌ای مرغ پابزرگ‌گون که در کالدونیای جدید یافت می‌شد.
  - بعضی مرغان پابزرگ ساکن پلی‌نزی.
- یلوه‌ایان
  - مرغ جنوب از نیوزیلند و دیگر مرغان مرداب و همچنین گونه‌های یلوه‌های استرالیا-آرام از ملانزی و پلی‌نزی و تعداد دیگری از یلوه‌ایان.
- دریازی‌ها
  - † باکلان پالاس منقرض از جزیره برینگ.
- کبوترها
  - دودو و رودریگز تنها، هر دو منقرض، از جزایر ماسکارین
  - کبوتر بزرگ ویتی لوو منقرض و ناپر.
- پرندگان شکاری
  - عقاب هاست و سنقر ایلز از نیوزیلند؛ قوش بزرگ Titanohierax و عقاب بزرگ Gigantohierax از کارائیب؛ قوش بزرگ Buteogallus borrasi از تیره سارگپه‌ایان از کوبا (همگی منقرض).[۱]
- طوطی‌ها
  - طوطی نوک‌پهن از جزیرهموریس، گونه‌ای طوطی توصیف نشده و بزرگ از جزیره ایستر، و طوطی در خطر انقراض کاکاپو از نیوزیلند.

- جغدها

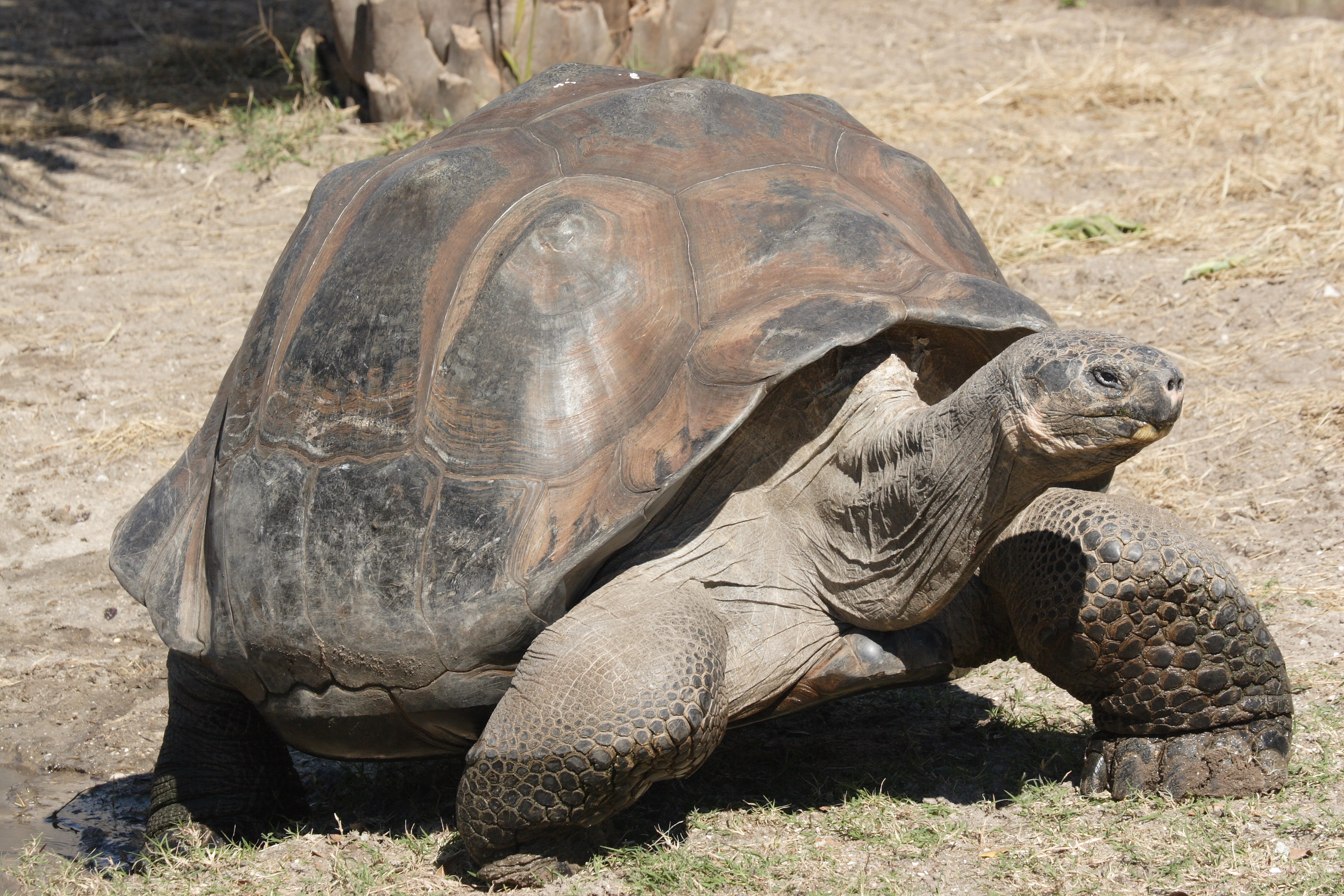
بزرگترین لاک‌پشت‌های جهان را می‌توان در جزیره‌های سیشل و گالاپاگوس یافت.

  - جغد بزرگ و ناپر کوبایی Ornimegalonyx، گونهٔ به احتمالی ناپر جغد کرتی، و چندین گونه جغدهای انبار از مدیترانه (Tyto robusta، Tyto gigantea)، کارائیب (Tyto pollens) و ملانزی (همگی منقرض).[۱]
- لک‌لک‌ها
  - لک‌لک ناپر فلورس، Leptoptilos robustus، گونه‌ای لک‌لک بزرگ‌جثه از فلورس.[۲]

### خزندگان
- لاک‌پشت‌ها
  - بزرگ‌جثه در سیشل، گالاپاگوس، و ماسکارین.

- سوسمارها

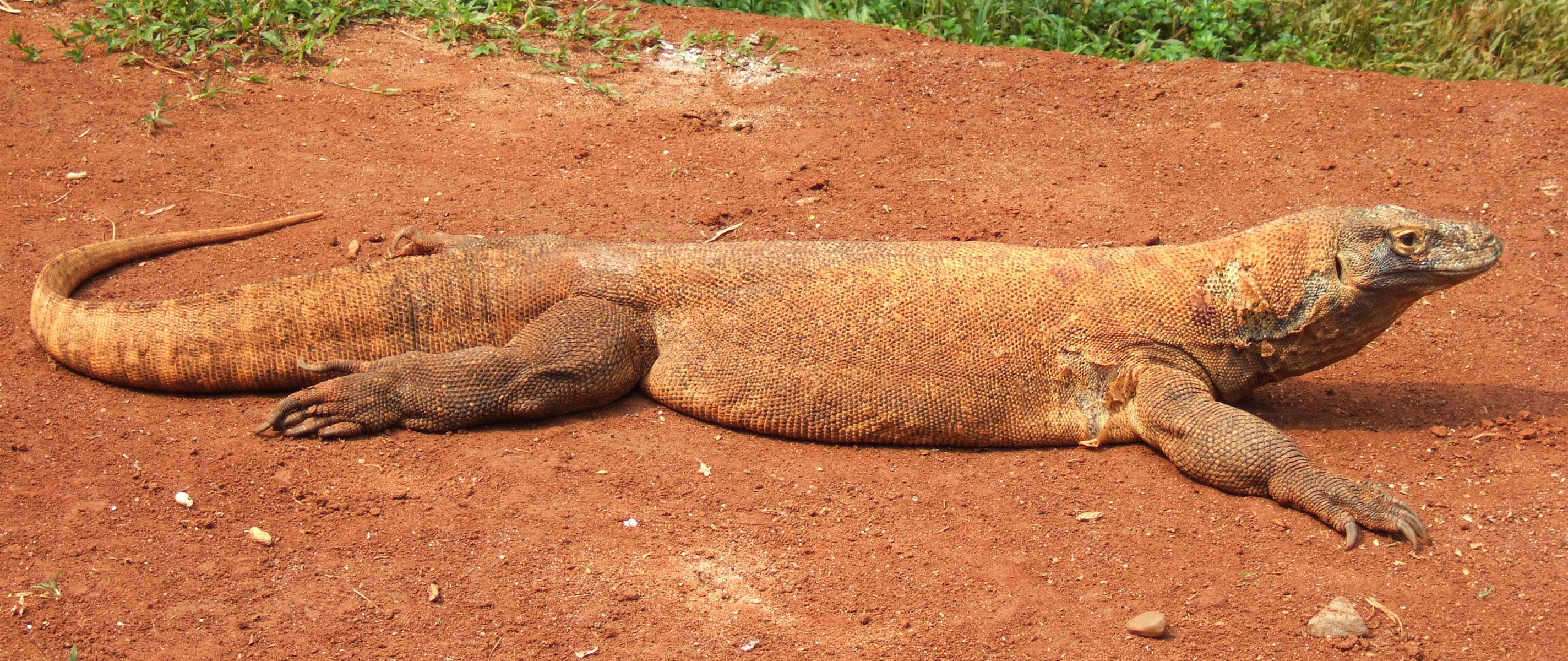
اژدهای کومودو از فلورس و دیگر جزیره‌های نزدیک، بزرگترین سوسمار زنده در جهان است.

  - اژدهای کومودو و دیگر بزمجه‌های ساکن جزیره تیمور از جمله نمونه‌های گوشتخواران جزیره‌نشین هستند. از آنجا که جزیره‌ها دارای میزان کمتری غذا و قلمرو هستند، اگر گوشتخواران پستانداری در آن‌ها ساکن باشند، جثه‌شان رو به کوچکی می‌روند. اما این سوسمارها دارای جثه‌ای به مراتب بزرگتر از خویشاوند خود در استرالیا (بزمجه ماژلان) هستند.[۳]
  - چاکوالای جزیره انجل (Sauromalus hispidus) و چاکوالای سن استبان (Sauromalus varius) در جزیره‌های نزدیک باخا کالیفرنیا
  - ایگوانای بزرگ (۱٫۵ متری) و منقرض Lapitiguana از فیجی.[۴]
  - Leiolopisma mauritiana و Macroscincus coctei، دو گونه سقنقور از موریس و کیپ ورد، سقنقور جزایر سلیمان و سقنقور کالدونیا جدید کمیاب  Phoboscincus bocourti
- مارها
  - جمعیت‌های مار ببری در جزیره مانت چپل (تاسمانی) و جزیره ویلیامز، هاپکینز، و جزیره‌های مجمع‌الجزایر نیوت (استرالیای جنوبی).[۵]

### گیاهان
گیاهان جزیره‌های منزوی نیز اغلب ویژگی «پشمی‌شدن در اثر جزیره‌نشینی» را از خود نشان می‌دهند.
- گیاهان بزرگ‌جثهٔ جزایر زیرجنوبگانی نیوزیلند